# 燜燒杯
燜燒杯是把食物放入杯中，然後注入滾燙的開水，接著把蓋子蓋起來燜燒一定的時間（燜煮時間視食物是否易熟、食物量而定），借助杯子保溫的功能，使得食物在近似于開水的溫度中燜熟。